# Iggesunds Bruk

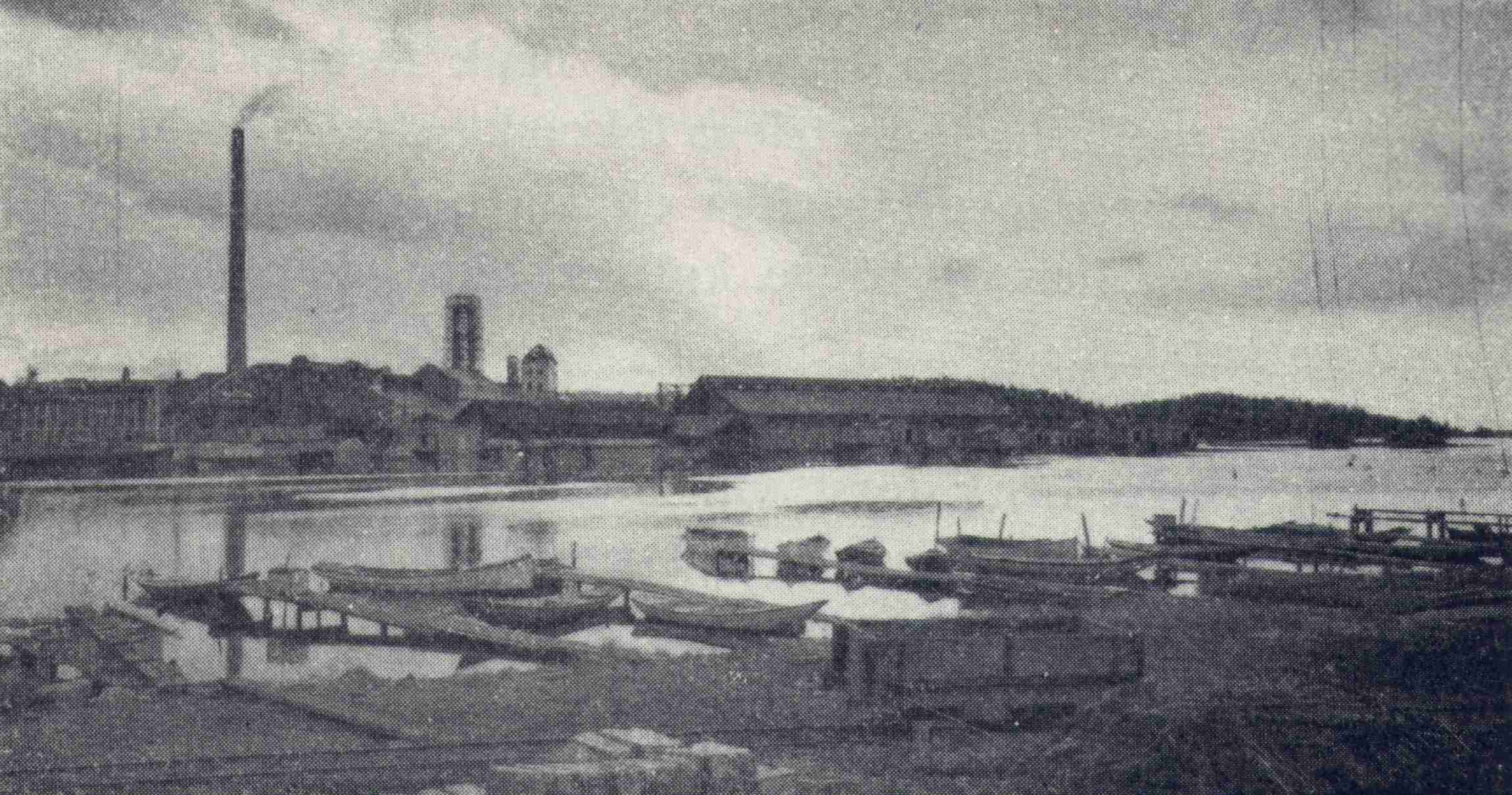
Iggesunds Bruk 1923

AB Iggesunds Bruk war ein schwedischer Holz- und Stahlkonzern, der von 1685 bis 1988 existierte. Anfänglich ein Montanunternehmen, wurde der Konzern später um Sägewerke, Stromproduktion, chemische Industrie, Karton- und Papierherstellung erweitert. Nach dem Zweiten Weltkrieg konzentrierte sich das Unternehmen auf die Holzindustrie. Im Zuge der Übernahme der Aktienmehrheit durch Mo och Domsjö AB (MoDo) 1983 wurde das letzte Tochterunternehmen in der Stahlproduktion, Boxholms AB, abgewickelt. 1988 wurde Iggesunds Bruk zusammen mit Holmens Bruk vollständig mit MoDo verschmolzen. Der Konzern heißt seit 2000 Holmen AB.

## Geschichte
1685 legte der Kaufmann Isak Breant d. Ä. ein Eisenwerk am Iggesundsån an. Das Eisenerz stammte aus dem Bergwerk Dannemora und von der Insel Utö. 1721 wurde Iggesund im Großen Nordischen Krieg von der russischen Armee niedergebrannt, danach kaufte das Handelshaus Grill das Werk und führte es in seiner erfolgreichsten Epoche. 1800 wurde das Werk an Jürgen Christopher Müller verkauft, im 19. Jahrhundert wechselte es mehrmals den Besitzer.
1870 wurde ein größeres Sägewerk in Iggesund gebaut und damit der Anfang der Sägewerksepoche im Unternehmen gelegt. Das Eisenwerk wurde in den 1870er Jahren stark ausgebaut. 1903 wurde Iggesunds Bruk von Hudiksvalls Trävaru AB gekauft, im Zuge dessen wurde das Unternehmen mehr auf die Holzwirtschaft ausgerichtet. Zwischen 1915 und 1917 wurde die erste kombinierte Sulfat- und Sulfitfabrik Schwedens in Iggesund gebaut.
In der Zwischenkriegszeit wurden sechs Sägewerke und ein Eisenwerk stillgelegt, die Eisenherstellung endete endgültig mit der Stilllegung des Eisenwerkes Iggesund 1953. 1951 wurde das Chemieunternehmen EKA aufgekauft, 1965 Boxholms AB, ein Mischkonzern, dem unter anderem Eisen- und Sägewerke, Möbelindustrie und Molkereien gehörten. Die Kartonherstellung (heute ein Teil von Iggesund Paperboard, ein Tochterunternehmen von Holmen) wurde 1963 begonnen.
Anfang der 1980er Jahre begann MoDo durch Aktienkäufe immer größere Anteile an Iggesund zu erwerben, 1983 wurde Iggesund ein MoDo-assoziiertes Unternehmen. 1988 wurden Iggesunds Bruk, Holmens Bruk und MoDo zusammengeführt. Es entstand neben Svenska Cellulosa Aktiebolaget und Stora Enso ein dritter großer schwedischer Holzkonzern.

## Geschäftsführer
Folgende Personen waren Geschäftsführer von Iggesunds Bruk:
- 1876–1878: Gustaf Tamm
- 1878–1892: Achates Lindman
- 1892–1903: Arvid Lindman
- 1921–1956: Gunnar Sundblad
- 1956–1984: Lars G. Sundblad
- 1984–1988: Jörgen Nordin

## Aufsichtsratsvorsitzende
Folgende Personen waren Vorsitzende des Aufsichtsrats des AB Iggesunds Bruk:
- 1903–?: Thure Reinhold Thuresson
- ? –1943: Ernst Trygger
- 1943–1977: Carl Trygger
- 1983–1988: Matts Carlgren